# Гхаггар

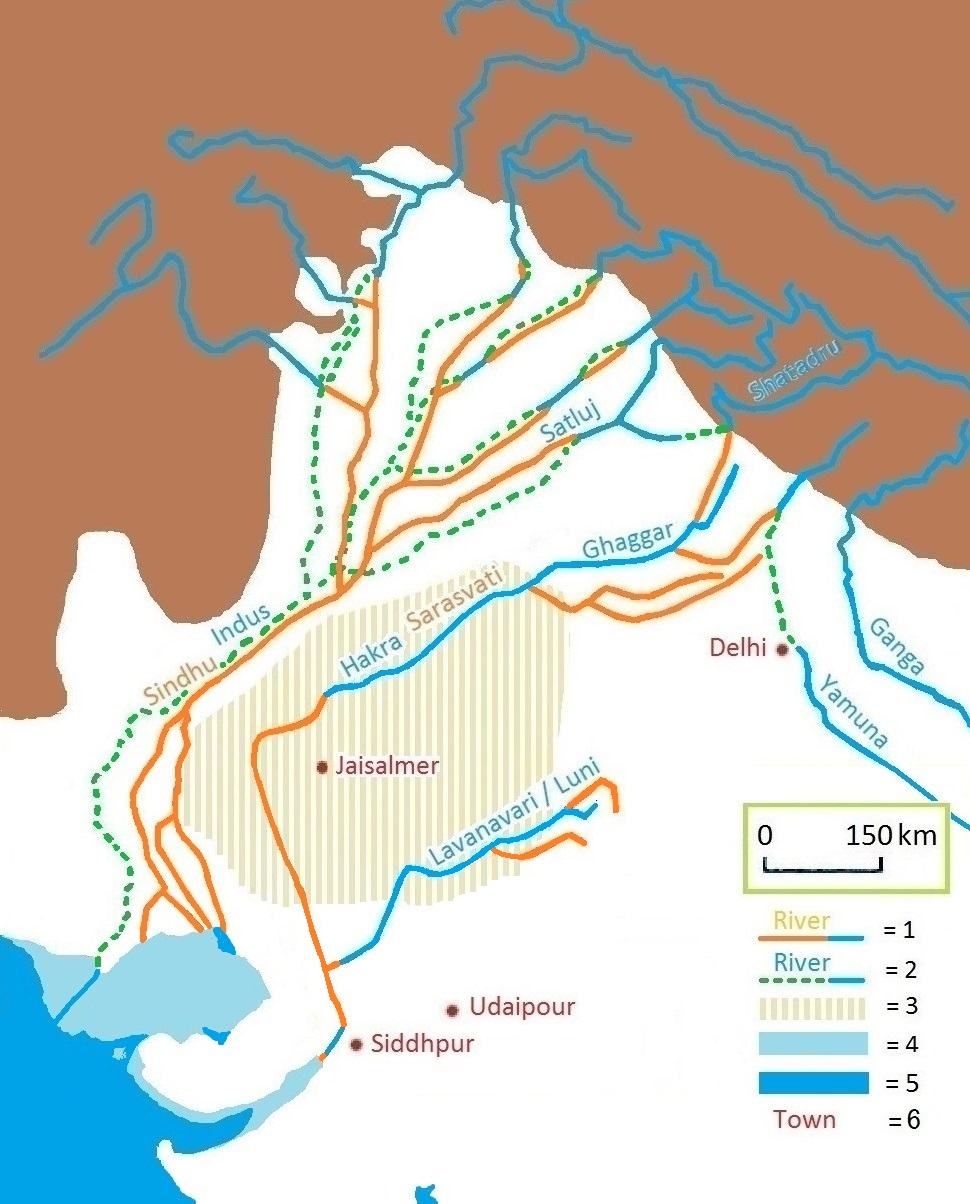
Мапа сточища стародавньої річки Сарасваті 1 — річища стародавніх річок 2 — сьогоденні річки 3 — сьогоденна пустеля Тар 4 — стародавні акваторії 5 = сьогоденні річки 6 = сьогодні міста

Гхаггар-Гакра (англ. Ghaggar, гінді घग्गर) — сезонна річка, що має живлення мусонними дощами в Індії та Пакистані. Річка відома як Гхаггар до греблі Отту і як Гакра вниз за течією.
Сточище має поділ на дві частини, Хадір та Бангар, горішній терен, що не має затоплення в сезон дощів, має назву Бангар, та дольний що потерпає від паводків — Хадір.
Більшість міст зрілої Хараппської цивілізації (відома також як цивілізація долини Інду) (2600-1900 рр. до Р.Х.) насправді розташовані уздовж (висохлого) річища Гхаггар-Гакра, тоді як міста пізньої Хараппської цивілізації були зосереджені у верхів'ях Гхаггар-Гакра та нижнього Інду.
Геофізичні дослідження 2010-х показали, що за часів Хараппської цивілізації система Гхаггар-Гакра була системою річок, що мали живлення мусонами, а не стоком з  Гімалаїв, і цивілізація долини Інду зазнала регресу, коли мусони, що живили річки, припинилися приблизно 2000 років до Р.Х.  Субатлантична  аридизація згодом призвела Гхаггар-Гакра до сезонної річки, яка є сьогодні.
Науковці ХІХ та початку ХХ століття, а також деякі новітні автори припускають, що Гхаггар-Гакра може бути колишньою Сарасваті Рігведи, живлених річками, що живляться таненню снігів у Гімалаях, які змінили свій плин через тектоніку.

## Течія річки
Гхаггар має витоки у містечку Дагшаї на пагорбах Шивалік Гімачал-Прадеш на висоті 1 927 метрів над рівнем моря і протікає через штати Пенджаб та Хар'яна у Раджастані; має гирло у озері Талвара, штат Раджастан.
Після утворення водосховища Отту біля Сірси, Гхаггар живить два зрошувальні канали, що прямують Раджастаном.
Головними притоками Гхаггар є річки Каушаля, Марканда, Сарсуті, Тангрі та Чаутанг.

### Річка Гакра
Гакра — висохле річище біля міста Форт-Абас у Пакистані, що є продовженням річки Гхаггар в Індії. Кілька разів, але не безперервно, вона переносила воду Сатледж та Гхаггар у бронзову добу.. У цій місцевості було знайдено багато ранніх поселень цивілізації долини Інду. Вважається, що культура Хакра є найранішою дохарапською культурою Індії. Багато ранніх поселень знайдено вздовж річища в цій місцевості.
Уздовж течії річки Гхаггар-Хакра є багато ранніх археологічних пам'яток, що належать цивілізації долини Інду; але не далі на південь від середини району Бахавалпур. Науковці вважають, що Сарасваті закінчився там рядом кінцевих озер, деякі науковці припускають, що його вода досягала Інду чи моря в дуже вологі сезони дощів. Однак супутникові знімки, суперечать цьому: вони не показують наявність підземних вод в дюнах між Індом та дельтою Хакра на захід від форту Деравар/Маро.